# FLAGS
「FLAGS」（フラッグス）は、2011年6月22日にエピックレコードからリリースされたT.M.Revolutionの25thシングル。

## 概要
- 表題曲は、劇場版アニメ『劇場版 戦国BASARA -The Last Party-』オープニングテーマ、およびPSP用ゲームソフト『戦国BASARA クロニクルヒーローズ』主題歌、カップリング曲「The party must go on」は劇場版アニメ『劇場版 戦国BASARA -The Last Party-』エンディングテーマに使用され、累計売上は5.3万枚（オリコン調べ）を記録した[1]。
- T.M.Revolutionと『戦国BASARA』のタイアップは「crosswise」（21stシングル「vestige -ヴェスティージ-」C/W）と23rdシングル「Naked arms/SWORD SUMMIT」に続き3度目。西川貴教個人としては、abingdon boys school「BLADE CHORD」と「JAP」を含めて5度目であり、曲数にして7曲目となる。
- 初回生産限定盤にはミュージック・ビデオなどが収録されたDVDが同梱。

## 収録曲

### CD
全曲作詞：井上秋緒、作曲・編曲：浅倉大介
1. FLAGS [4:01]
  - 劇場版アニメ『劇場版 戦国BASARA -The Last Party-』オープニングテーマ
  - PSP用ゲームソフト『戦国BASARA クロニクルヒーローズ』主題歌
  - 出版社：ソニー・ミュージックパブリッシング
2. The party must go on [4:41]
  - 劇場版アニメ『劇場版 戦国BASARA -The Last Party-』エンディングテーマ
  - 出版社：ソニー・ミュージックパブリッシング

### DVD（初回生産限定盤のみ）
1. FLAGS -Music Video-
2. The Making of "FLAGS -Music Video-"
3. 戦国BASARA 5th Anniversary Movie

## 収録アルバム
- 宴 -UTAGE-（#1,2）
- GEISHA BOY -ANIME SONG EXPERIENCE-（#1,2）
- 天（#1,2）